# Schloss Fechenbach

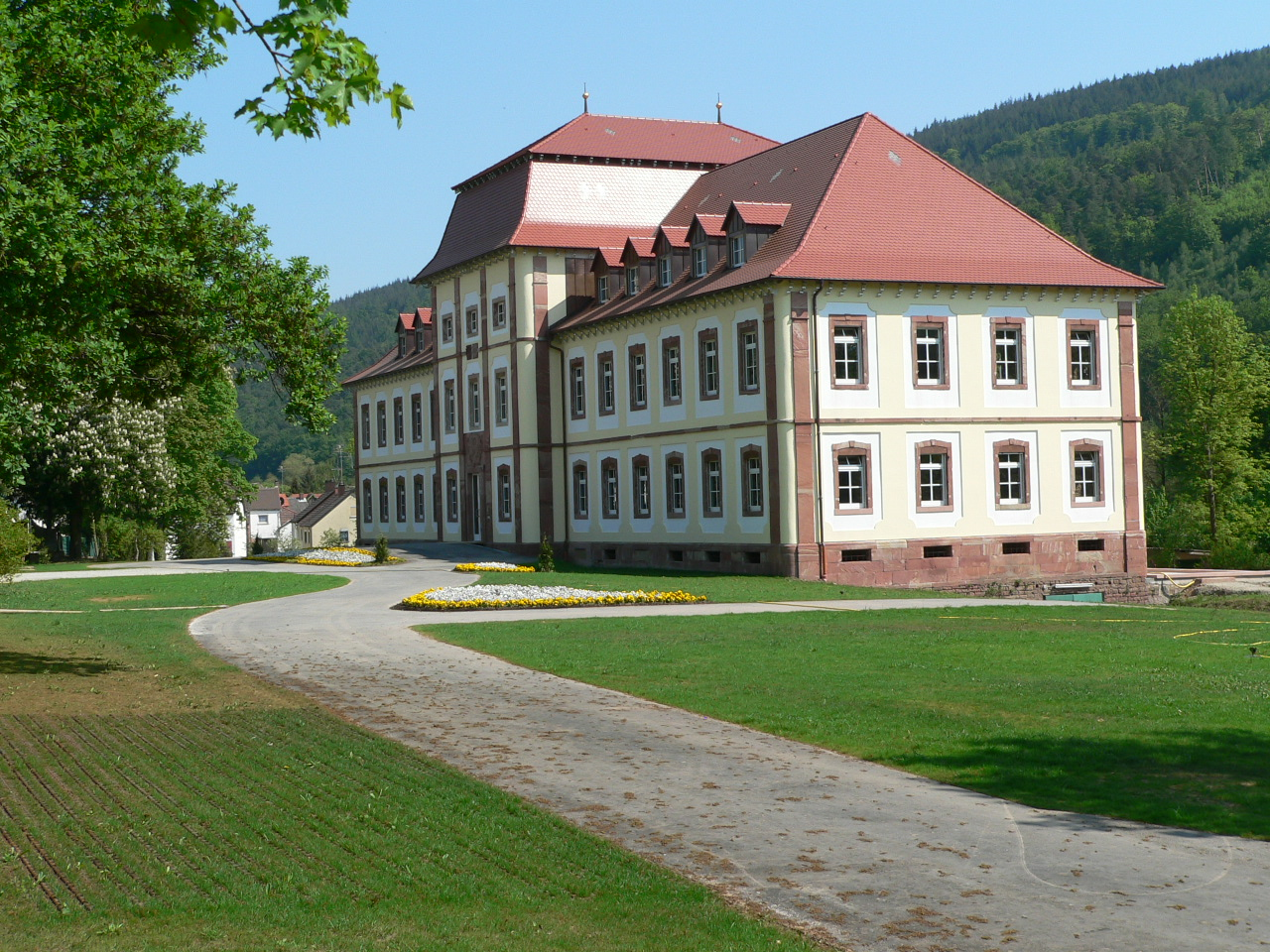
Schloss Fechenbach in Collenberg, 2007

Schloss Fechenbach, auch Fechenbacher Schloss genannt, wurde 1754/55 erbaut. Es befindet sich im Osten der heutigen Gemeinde Collenberg im unterfränkischen Landkreis Miltenberg von Bayern, gelegen am rechten Mainufer.

## Geschichte

### Baugeschichte im 18. Jahrhundert

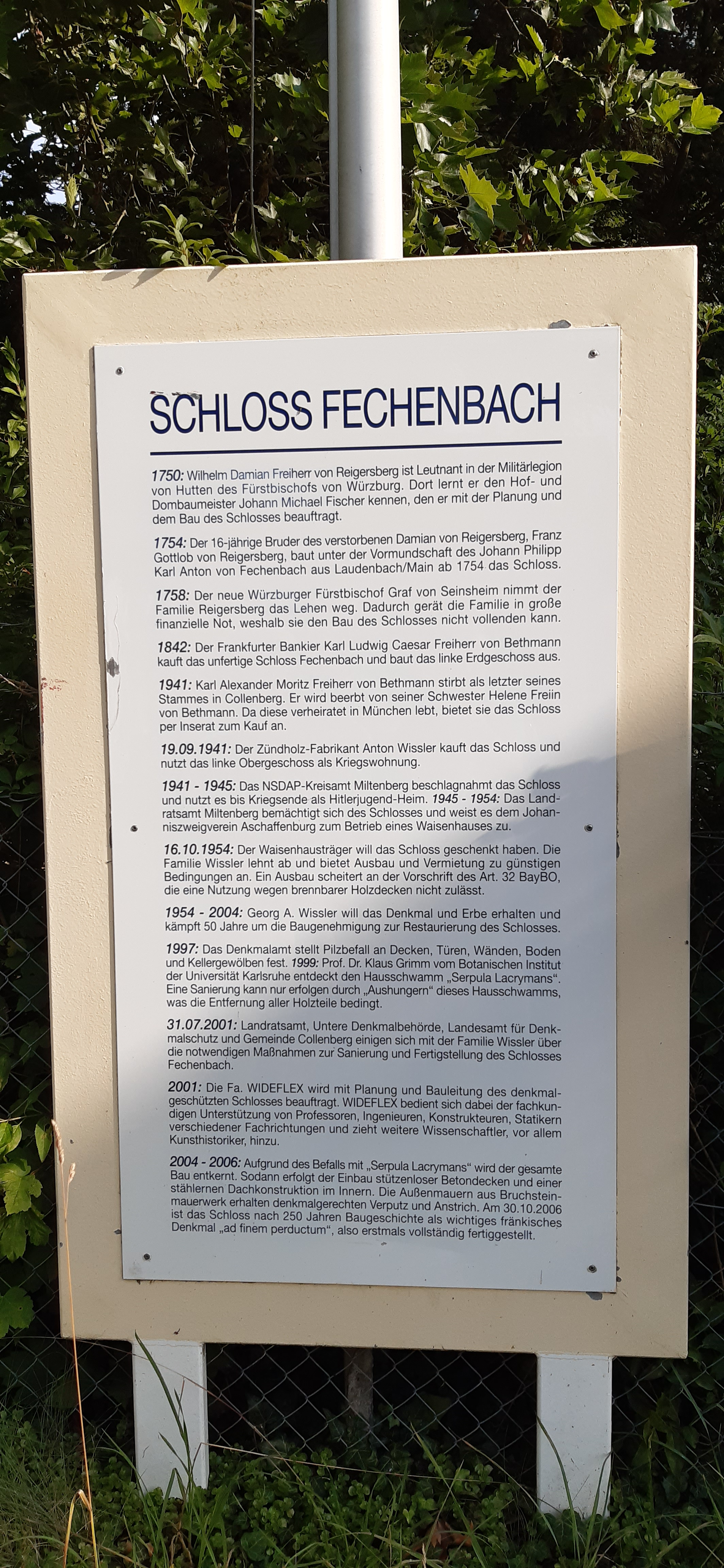
Infotafel am Schlossgelände

Wilhelm Damian Freiherr von Reigersberg erbte die Collenburg von dem kurmainzischen Kanzler Nikolaus Georg von Reigersberg, dessen Ehefrau eine Enkelin des letzten Rüdt von Collenberg war. Da die Burg für den jungen Edelmann unbewohnbar war, entschloss er sich zum Neubau eines Schlosses am Fuß des Fechenbergs am Rande des damaligen Ortes Fechenbach. Beauftragt wurde vermutlich bereits vor 1750 der junge fränkische Offiziersarchitekt („Sous=Leit: arch“) und ehemalige Mitarbeiter im Baubüro von Balthasar Neumann Johann Michael Fischer (1727?–1788), ein Zeitgenosse und Namensvetter des altbayerischen Baumeisters Johann Michael Fischer (1692–1766). Von Reigersberg und Fischer standen beide in Diensten des Würzburger Fürstbischofs Karl Philipp von Greiffenclau zu Vollrads und dienten in der Militärlegion von Hutten. Solche vermutlich ersten Baupläne konnten aber nicht mehr ausgeführt werden, da von Reigersberg bereits 1750 im Alter von 20 Jahren starb.
Sein noch nicht volljähriger jüngerer Bruder Franz Gottlob von Reigersberg (1730–1782) erbaute dann zusammen mit seinem Vormund Johann Philipp Karl Anton von Fechenbach zu Laudenbach (1708–1779) in den Jahren 1754 und 1755 das Barockschloss nach den Plänen Fischers. Die einzige gesicherte Quelle zum Bau- und Planungsprozess ist ein von Claudia Stoll 1991 publizierter Akkord vom 20. Januar 1754, d. h. ein barocker Bauvertrag, der in Anwesenheit des jungen Bauherrn zwischen dem Architekten Fischer und dem Würzburger Hofzimmermeister Jakob Löffler sowie Meister Johann Georg Popp von Hardheim geschlossen wurde. Fischer machte in den folgenden Jahren Karriere und stieg 1762 bis zum Hofarchitekten der Fürstbischöfe von Würzburg und Bamberg auf.
Es entstand ein stattlicher zweigeschossiger Rechteckbau mit erhöhtem Mittelpavillon, der zusätzlich durch Mansarddach und Fassadengliederungen hervorgehoben ist. Nach dem Tod des Würzburger Fürstbischofs wurde vom neuen Fürstbischof Adam Friedrich von Seinsheim die Rechtmäßigkeit des Lehens angefochten und der Familie von Reigersberg das Lehen entzogen. Das Schloss blieb in seiner Ausstattung im Barock- bzw. Rokokostil unvollendet, auch die Fassade blieb unverputzt.

### Nachnutzungen vom 19. bis 21. Jahrhundert
1842 kaufte der Frankfurter Bankier Carl Ludwig Caesar von Bethmann den gesamten Besitz der Reigersberg und ließ sich im Erdgeschoss des linken Schlossflügels eine Wohnung ausbauen. Sein Sohn Carl Alexander Moritz Freiherr von Bethmann verkaufte nach 1918 den größten Teil des Grundbesitzes, Teile des zum Schloss gehörenden Gebäudes und die Ruine Collenburg an die Gemeinde. Er verstarb 1941 als Letzter im Mannesstamm. Seine Schwester Helene Freiin von Bethmann, verheiratete von Bechtolsheim und in München lebend, bot als Erbin das Schloss zum Kauf an.
Am 19. September 1941 erwarb der Großostheimer Holzfabrikant Anton Wissler den Bethmann/Bechtolsheimer Schlossteil und ließ sich dort eine Kriegswohnung für seine Familie ausbauen.
1941 beschlagnahmte das Kreisamt Miltenberg das Schloss und richtete mit Unterstützung der NSDAP im Schloss ein Heim zur Kinderlandverschickung ein.
1945 beschlagnahmte die US-Militärregierung das Gelände und der Johanniszweigverein Aschaffenburg pachtete es, um ein Waisenhaus einzurichten. Eine Schenkung des Schlosses an den Johanniszweigverein im Jahre 1954 scheitere an der Erbengemeinschaft Wissler, die ihre Zustimmung verweigerte. Der Eigentümer bot an, das Haus zu renovieren und in ausgebautem Zustand zu vermieten. Die Vermietung scheiterte aber, da der hohe Holzanteil der Bayerischen Bauordnung und den Brandschutzbestimmungen widersprach.
In den 1990er Jahren wurde  ein ausgedehnter Hausschwammbefall festgestellt (1997 Pilzbefall durch das Denkmalamt festgestellt, 1999 von Prof. Klaus Gimm vom Botanischen Institut der Universität Karlsruhe als Echter Hausschwamm identifiziert), dessen Beseitigung weitreichend war: In den Jahren 2004–2006 erfolgte eine vollkommene Entkernung des gesamten Schlossbaus, von dem nur die nackten, unverputzten Außenmauern stehen blieben. Eingebaut wurden neue Decken und Dächer in Stahl- und Betonbauweise sowie völlig veränderte, stützen- und wandfreie Grundrisse; das Innere verblieb ein Rohbau. Nur das Äußere wurde originalgetreu wiederhergestellt. Der Investor beabsichtigte jahrelang erfolglos, das – trotz der weitgehenden Substanzeingriffe immer noch denkmalgeschützte – Gebäude als Schulungs- und Tagungszentrum und für Veranstaltungen zu vermieten.

## Beschreibung

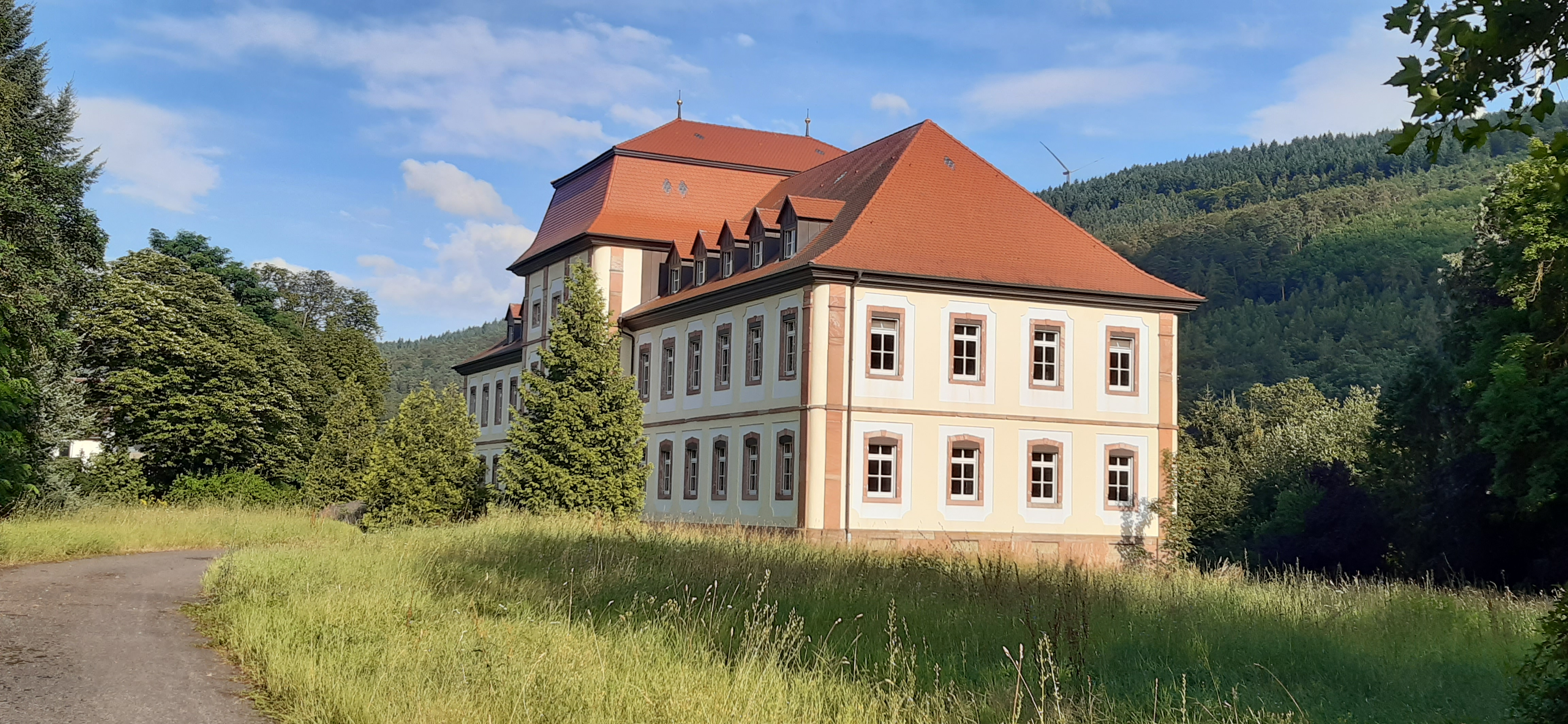
Das Schloss im Juli 2024

Der symmetrische, rechteckige, Ost-West ausgerichtete Schlossbau am nahen Mainufer ist heute ein zweigeschossiger Walmdachbau aus zwei sechs auf vierachsigen Flügeln, die durch ein dreigeschossiges dreiachsiges Mittelrisalit mit Mansardwalmdach verbunden sind. Die beiden Schlossflügel haben auf jeder Dachlängsseite fünf Giebelgauben. Die gesprossten Rechteckfenster sind wie die Hausecken und die Grundmauern sowie umlaufenden Friese in Sandstein gefasst. Die Eingangstür wird durch ein großes Portalwappen bekrönt. Der umgebende Park ist ohne Ausstattung, das Gelände von Baumreihen eingefasst.
Zu Schloss gehörte früher ein sich nördlich davon befindlicher quadratischer Wirtschaftshof, eine Baugruppe aus roten Sandsteinquaderbauten, diese zum Teil in italienischen Formen. Der östlich an der Straße liegende symmetrische Teil mit einem giebelständigen Satteldachbau und zwei Walmdachbauten; auf der westlichen Seite ein symmetrischer Flügel aus verschiedenen Bauten und einem Turm, nördlich das ehemalige Verwalterwohnhaus wohl aus dem  19. Jahrhundert. Teil der Einfriedung des ehemaligen Schlossparks sind gleichfalls aus der Zeit des 18. bzw. 19. Jahrhunderts.